# Jorge Carrascosa
Jorge Lobo Carrascosa (nacido el 15 de agosto de 1948 en Valentín Alsina, provincia de Buenos Aires) es un exjugador de fútbol que se desempeñaba como segundo marcador central.

## Trayectoria

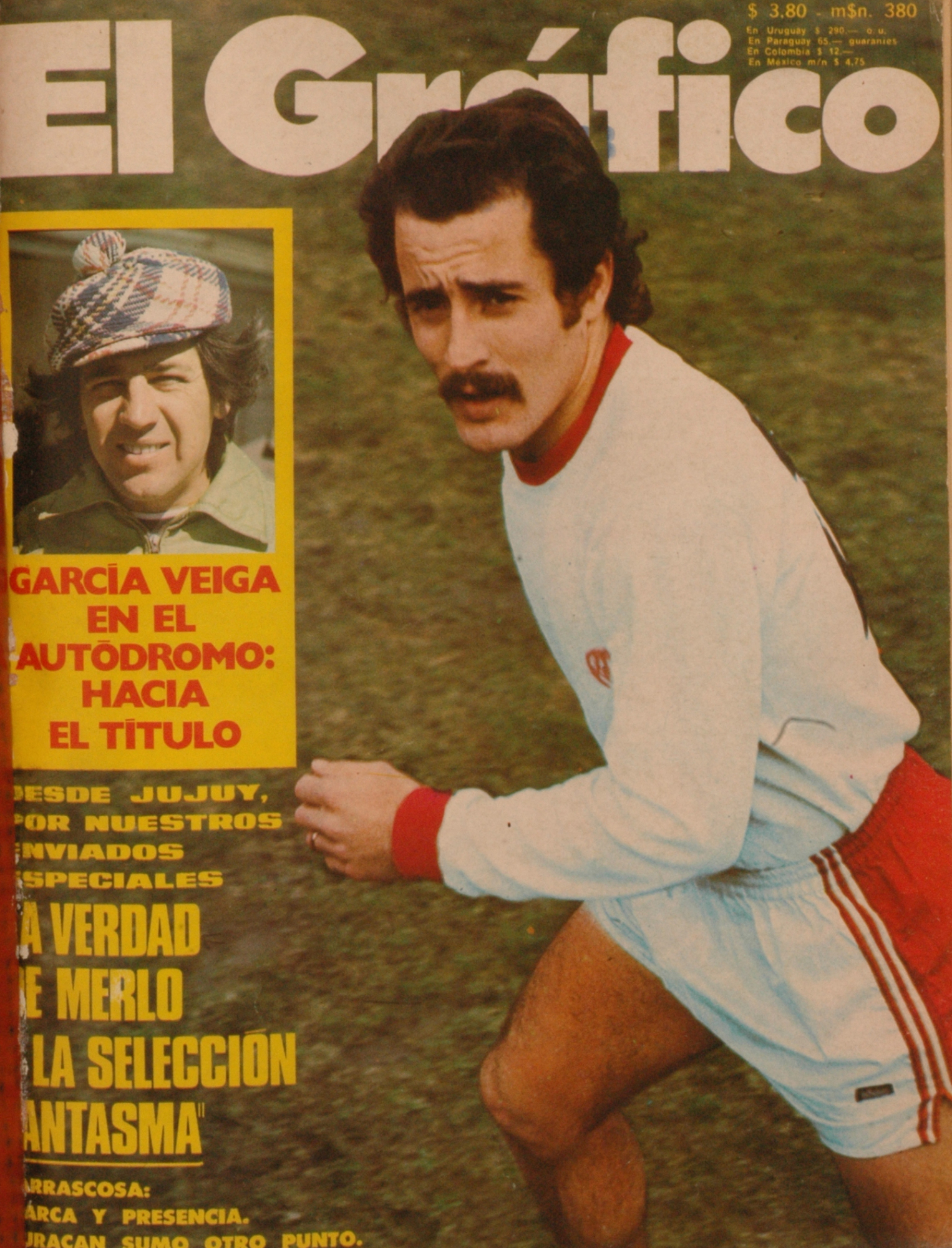
Carrascosa en 1973.

Se inició en Banfield, pasó por Rosario Central y terminó su carrera en el Club Atlético Huracán. Representó también a la Selección Argentina de fútbol.
Hizo su debut profesional en 1967, con Banfield. En 1970 fue transferido a Rosario Central, y en aquel año jugó por primera vez para la Selección Argentina. En 1971 fue el lateral izquierdo titular del equipo canalla que ganó el Nacional de 1971. 
En 1973 se incorporó a Huracán, donde ganó su segundo campeonato argentino en su primera temporada, el Metropolitano de ese año.
Fue miembro del equipo argentino en la Copa Mundial de Fútbol de 1974, que, con un desempeño regular quedó fuera de competencia en la Segunda fase. Con la llegada de César Luis Menotti a la dirección técnica del seleccionado nacional, Carrascosa se convertiría en el capitán del equipo que se preparaba para disputar el Mundial Argentina '78. Sin embargo, a fines de 1977 renunció a la selección. Posteriormente declararía que se encontraba agotado por las presiones del periodismo y el exitismo propio del mundo del fútbol. Con la selección nacional jugó un total de 26 partidos oficiales, anotando un gol.
Su retiro se consumó en Huracán, donde jugó hasta 1979.

### Participaciones en Copas del Mundo
| Mundial              | Sede     | Resultado     | Partidos | Goles |
| -------------------- | -------- | ------------- | -------- | ----- |
| Copa Mundial de 1974 | Alemania | Segunda ronda | 2        | 0     |

## Estadísticas
Datos actualizados al fin de la carrera deportiva.
| Banfield Argentina |               |               |     |   |   |   |    |     |     |   |
| 1.ª | M-1967        | 11            | 0   | - | - | - | -  | 11  | 0   |   |
| 1.ª | M-1968        | 5             | 0   | - | - | - | -  | 5   | 0   |   |
| 1.ª | M-1969        | 36            | 0   | 2 | 0 | - | -  | 38  | 0   |   |
| Total club | Total club    | 52            | 0   | 2 | 0 | 0 | 0  | 54  | 0   |   |
| Rosario Central Argentina |               |               |     |   |   |   |    |     |     |   |
| 1.ª | M-1970        | 11            | 0   | 6 | 0 | - | -  | 17  | 0   |   |
| 1.ª | N-1970        | 22            | 0   | - | - | - | -  | 22  | 0   |   |
| 1.ª | M-1971        | 29            | 2   | - | - | 5 | 1  | 34  | 3   |   |
| 1.ª | N-1971        | 6             | 0   | - | - | - | -  | 6   | 0   |   |
| 1.ª | M-1972        | 10            | 0   | - | - | - | -  | 10  | 0   |   |
| 1.ª | N-1972        | 10            | 1   | - | - | - | -  | 10  | 1   |   |
| Total club | Total club    | 88            | 3   | 6 | 0 | 5 | 1  | 99  | 4   |   |
| Huracán Argentina |               |               |     |   |   |   |    |     |     |   |
| 1.ª | M-1973        | 32            | 0   | - | - | - | -  | 32  | 0   |   |
| 1.ª | N-1973        | 15            | 0   | - | - | - | -  | 15  | 0   |   |
| 1.ª | M-1974        | 11            | 0   | - | - | 7 | 0  | 18  | 0   |   |
| 1.ª | N-1974        | 17            | 0   | - | - | 4 | 0  | 21  | 0   |   |
| 1.ª | M-1975        | 33            | 0   | - | - | - | -  | 33  | 0   |   |
| 1.ª | N-1975        | 3             | 0   | - | - | - | -  | 3   | 0   |   |
| 1.ª | M-1976        | 19            | 0   | - | - | - | -  | 19  | 0   |   |
| 1.ª | N-1976        | 19            | 0   | - | - | - | -  | 19  | 0   |   |
| 1.ª | M-1977        | 40            | 0   | - | - | - | -  | 40  | 0   |   |
| 1.ª | N-1977        | 11            | 0   | - | - | - | -  | 11  | 0   |   |
| 1.ª | M-1978        | 40            | 0   | - | - | - | -  | 40  | 0   |   |
| 1.ª | N-1978        | 15            | 0   | - | - | - | -  | 15  | 0   |   |
| 1.ª | M-1979        | 18            | 0   | - | - | - | -  | 13  | 1   |   |
| 1.ª | N-1979        | 14            | 0   | - | - | - | -  | 15  | 0   |   |
| Total club | Total club    | 287           | 0   | 0 | 0 | 0 | 0  | 287 | 0   |   |
| Total carrera | Total carrera | Total carrera | 427 | 3 | 8 | 0 | 16 | 0   | 451 | 3 |
| (1) Incluye datos de la Copa Argentina (1969, 1970). (2) Incluye datos de la Copa Libertadores (1971, 1974). (3) No incluye goles en partidos amistosos. |               |               |     |   |   |   |    |     |     |   |

### Selección nacional
| Selección | Año   | Amistoso | Amistoso | Mundial | Mundial | Total | Total |
| Selección | Año   | PJ       | G        | PJ      | G       | PJ    | G     |
| --------- | ----- | -------- | -------- | ------- | ------- | ----- | ----- |
| Argentina | 1970  | 1        | 0        | -       | -       | 1     | 0     |
| Argentina | 1974  | 3        | 0        | 2       | 0       | 5     | 0     |
| Argentina | 1975  | 1        | 0        | -       | -       | 1     | 0     |
| Argentina | 1976  | 10       | 0        | -       | -       | 10    | 0     |
| Argentina | 1977  | 9        | 1        | -       | -       | 9     | 1     |
| Total     | Total | 27       | 1        | 2       | 0       | 29    | 1     |

## Títulos
| Título           | Club            | País      | Año    |
| ---------------- | --------------- | --------- | ------ |
| Primera División | Rosario Central | Argentina | N-1971 |
| Primera División | Huracán         | Argentina | M-1973 |